# Бертуцци, Тайлер
Тайлер Бертуцци (англ. Tyler Bertuzzi; 24 февраля 1995, Грейтер-Садбери, Онтарио, Канада) — канадский профессиональный хоккеист, левый нападающий клуба НХЛ «Чикаго Блэкхокс».
Племянник хоккеиста Тодда Бертуцци, сыгравшего более 1100 матчей в НХЛ.

## Карьера
Бертуцци был выбран под общим 78-м номером на входящем драфте OHL клубом «Гелф Шторм», где провёл 4 сезона. Лучшим сезоном для него стал 2014/15, в нём Тайлер набрал 98 очков в 68 матчах, добавив к этому ещё 8 очков в 9 матчах плей-офф.
17 октября 2014 года Бертуцци подписал трёхлетний контракт новичка с «Детройт Ред Уингз», которые выбрали его на драфте НХЛ 2013 года во 2-м раунде под общим 58-м номером.
После вылета «Гелф Шторм» из плей-офф OHL в сезоне 2014/15, Тайлер присоединился к фарм-клубу «Детройта» в АХЛ, команде «Гранд-Рапидс Гриффинс», где и состоялся его дебют на профессиональном уровне.
7 ноября 2016 года Бертуцци впервые был вызван в «Ред Уингз» на матчи НХЛ, а на следующий день дебютировал в лиге в матче против команды «Филадельфия Флайерз».
В сезоне 2016/17 Тайлер стал обладателем Кубка Колдера, а также получил приз Джэк Эй Баттерфилд Трофи, который вручается самому ценному игроку в плей-офф АХЛ. В этом же сезоне он установил рекорд франшизы по количеству голов в плей-офф, забив 23 гола.
21 декабря 2017 года Бертуцци вновь был вызван в «Детройт Ред Уингз». 14 января 2018 года он записал на свой счёт первый гол в НХЛ, случилось это в матче против «Чикаго Блэкхокс».
25 июня 2018 года Тайлер подписал с «Детройтом» контракт на 2 года. 12 января 2019 года он сделал свой первый хет-трик в карьере НХЛ в ворота Девана Дубника из клуба «Миннесота Уайлд».
28 октября 2020 года подписал однолетний контракт с «Ред Уингз» на 3,5 млн долларов. В сезоне 2020/21 из-за травмы спины провёл всего 9 матчей. 31 июля 2021 года продлил контракт с «Детройтом» на два сезона. В сезоне 2021/22 был одним из лидеров нападения «Ред Уингз», набрав 62 очка (30+32) в 68 матчах. 14 октября 2021 года забросил 4 шайбы в ворота «Тампы-Бэй Лайтнинг» (6:7 ОТ). Бертуцци стал вторым хоккеистом НХЛ в XXI веке, который забросил более 3 шайб в первом матче сезона своей команды.
2 марта 2023 года Бертуцци был обменян в «Бостон Брюинз».
В качестве свободного агента 2 июля 2023 года подписал однолетний контракт с «Торонто Мейпл Лифс» на $5,5 млн. В сезоне 2023/24 набрал 43 очка (21+22) в 80 матчах.
1 июля 2024 года в качестве свободного агента подписал четырёхлетний контракт с «Чикаго Блэкхокс» на сумму $22 млн.

## Статистика
| Легенда | Легенда                    | Легенда | Легенда                   | Легенда | Легенда    |
| ------- | -------------------------- | ------- | ------------------------- | ------- | ---------- |
| И       | Количество проведённых игр | Штр     | Штрафное время            | +/−     | Плюс-минус |
| Г       | Голы                       | П       | Голевые передачи          | О       | Очки       |
| -       | Статистика неизвестна      | —       | Статистика не учитывалась |         |            |